# Cattedrale di Vank
La cattedrale di Vank, o "cattedrale di San Salvatore d'Esfahan" (in armeno Սուրբ Ամենափրկիչ վանք?, Sourp Amenaprgitch Vank, in persiano کلیسای وانک‎ oppure آمنا پرکیج Kelisa-ye Vank or Amenapergich), è una cattedrale situata ad Esfahan, in Iran. Vank significa monastero in armeno. Si trova nel quartiere armeno di Esfahan chiamato Nuova Julfa.
Il soffitto dorato, parte interna della cupola e raffinati dipinti storici sono ineguagliabili. Le pareti sono interamente decorate con dipinti ad olio.

## Storia
Dopo la guerra tra la Persia safavide e l'Impero ottomano nel periodo 1603-1605, gli armeni iniziano ad arrivare in Iran alla ricerca di una nuova vita nel regno del re safavide Shah Abbas I.
Dal 1604, durante la guerra contro gli ottomani, lo Shah Abbas attuò una politica di "terra bruciata" nella regione armena, per proteggere le sue frontiere nord-occidentale, una politica che ha coinvolto il reinsediamento forzato di circa 300.000 armeni in Iran. Molti vennero trasferiti nel quartiere chiamato Nuova Julfa, ad Esfahan. Migliaia di armeni morirono durante il viaggio. Secondo alcuni storici, dei 56.000 cristiani che dovettero lasciare l'Armenia, 30.000 arrivarono ad Esfahan. I sopravvissuti godettero di una grande libertà religiosa a Nuova Julfa. Al loro ingresso in Iran, i rifugiati armeni iniziarono la costruzione di chiese e monasteri per continuare le loro attività religiose come nella loro patria. Ed ecco che nel 1606 nacque a Nuova Julfa il primo monastero che comprendeva una piccola chiesa chiamata Amna Perkich, che significa “Tutta Guarigione”.
La piccola chiesa venne poi ampliata e trasformata nella magnifica cattedrale di Vank, che venne costruita circa 50 anni dopo sotto la supervisione dell'Arcivescovo David. Tra le più belle chiese e tra le maggiori attrazioni dell'Iran in assoluto, venne completata nel 1664. Include un campanile, costruito nel 1702, una tipografia fondata dal cardinale Khachatoor, una libreria inaugurata nel 1884 e un museo aperto nel 1905.

## L'architettura
L'architettura dell'edificio è unica al mondo perché è una commistione tra l'arte safavide del XVII secolo e lo stile di alte arcate delle chiese cristiane. L'edificio ha una cupola simile a quella degli edifici islamici e secondo gli studiosi ha influenzato e ispirato la costruzione di molti altri luoghi di culto cristiani in Iran e in Mesopotamia. L'entrata principale della Cattedrale è una larga porta di legno che introduce i visitatori nel cortile dell'edificio.

## Il cortile interno
All'ingresso sono visibili due stanze all'angolo che venivano usate come luogo amministrativo. Un grande campanile domina il cortile e sovrasta le tombe di cristiani ortodossi e protestanti sepolti lungo la parete che precede l'entrata del campanile.
Il campanile costruito 38 anni dopo la struttura principale conduce nella navata. Sul lato destro della cella campanaria c'è una grande scritta blu circondata da crocifissi di pietra. Questi sono stati riuniti nel luogo dalle macerie delle chiese del quartiere di Nuova Julfa andate in rovina. Su di un'area elevata a sinistra della cella campanaria, vi è un memoriale in ricordo delle vittime del massacro ottomano.

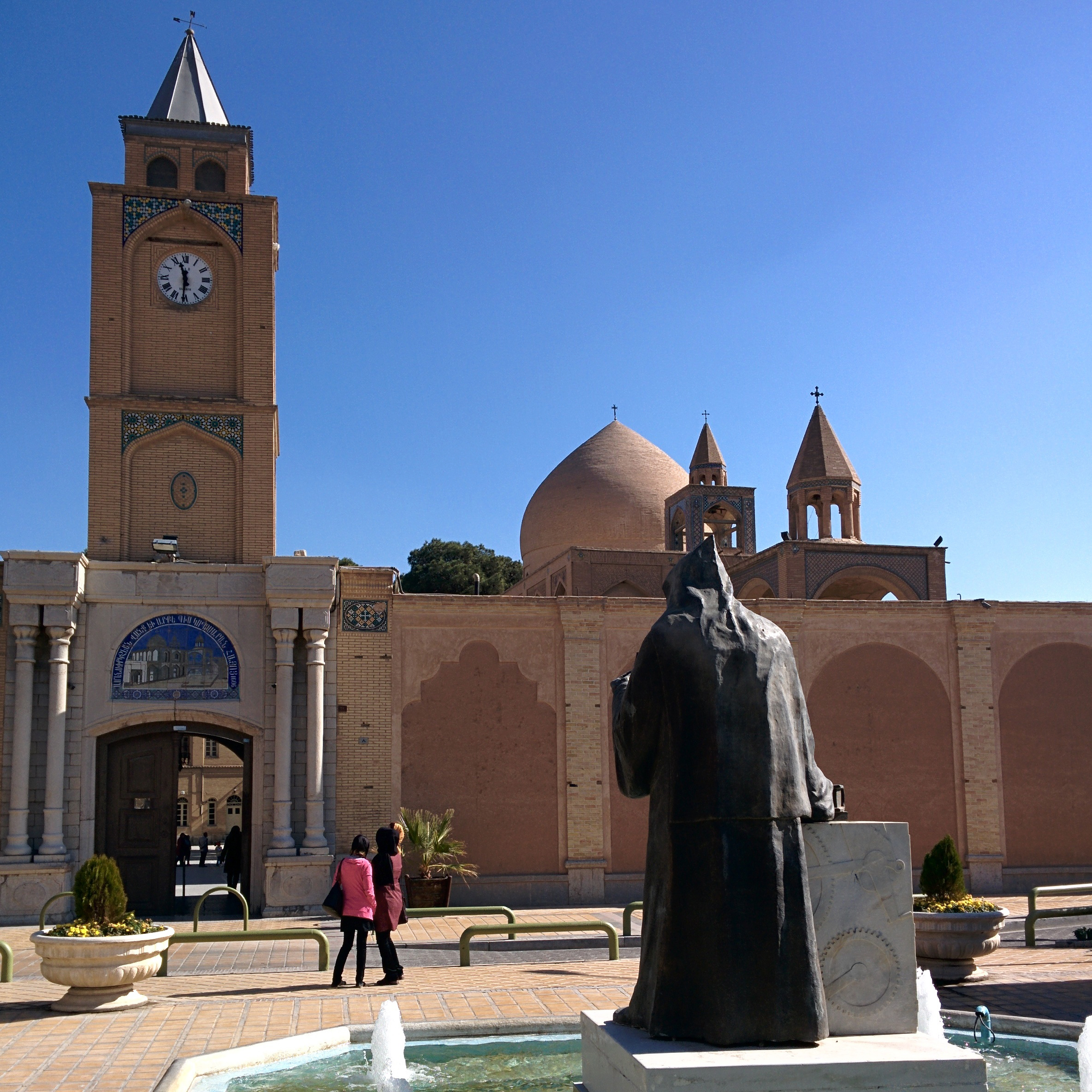
Ingresso al cortile.
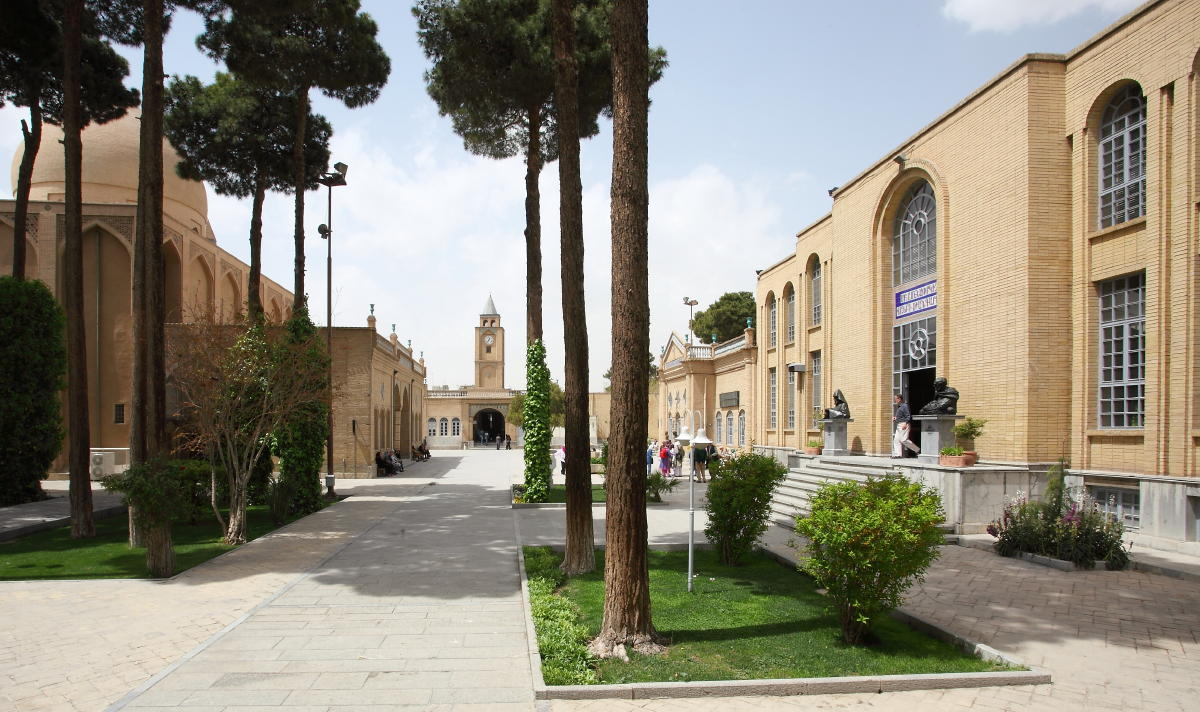
Il cortile della Cattedrale del Santissimo Salvatore.
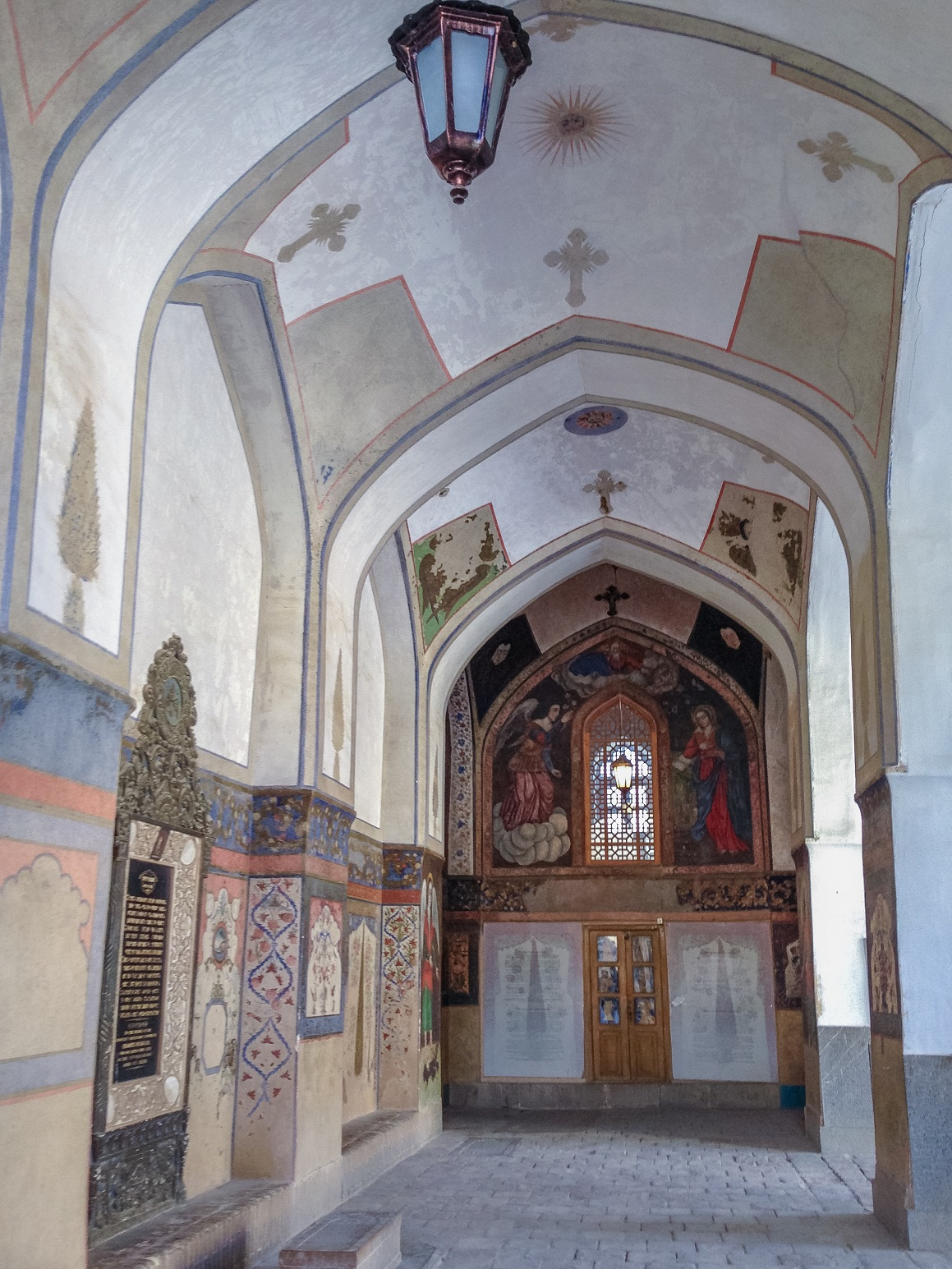
L'ingresso della cattedrale
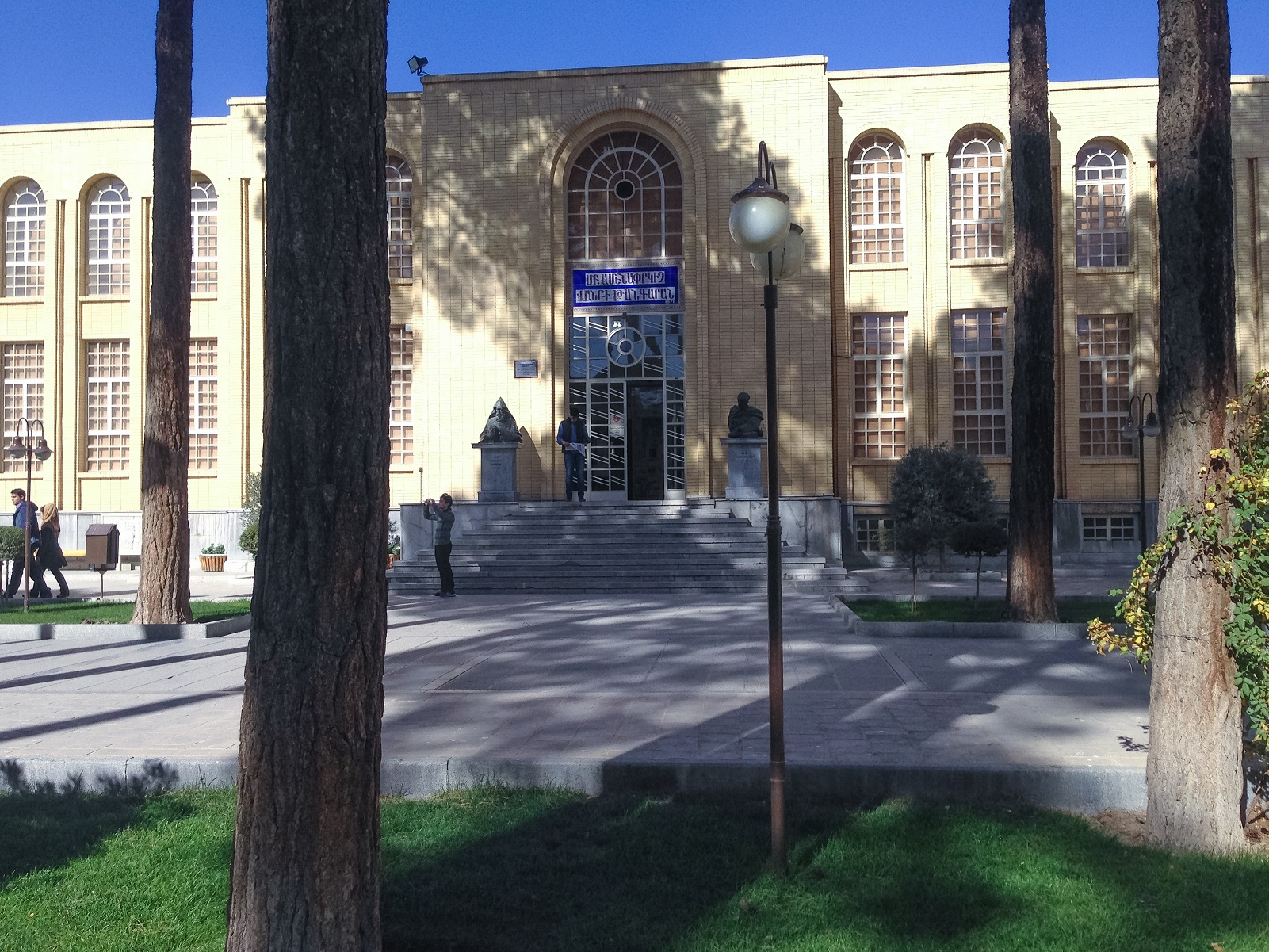
Museo di Khachatur Kesaratsi di fronte alla cattedrale del Santo Salvatore.

## La biblioteca e il museo
In fondo al cortile e dinanzi alla cattedrale vi è un edificio che ospita la libreria e i musei di Vank. La libreria contiene più di 700 antichi manoscritti rari in armeno ed in lingue europee risalenti al medioevo. Il musero di Vank ospita un'unica e inestimabile collezione di oggetti appartenenti alla galassia armena. Costruito nel 1871, il museo contiene numerosi oggetti riguardanti la storia della cattedrale e della comunità armena di Isfahan, incluso l'Editto del 1606 di Shah Abbas I che decretò la fondazione di Nuova Julfa e proibì l'intromissione di qualsiasi persona negli affari della comunità armena.
Copie della Bibbia sono inoltre parte della collezione del museo. Una bibbia di soli 7 grammi realizzata in antichità dai miniaturisti armeni è secondo gli studiosi la più piccola che esiste al mondo. Costumi dell'era safavide, tappeti, dipinti europei acquistati dai mercanti armeni nei loro viaggi, arazzi, ricami ed altri oggetti del patrimonio artistico iraniano-armeno sono ammirabili nella biblioteca. Il museo Vank ospita anche una completa collezione di fotografie, mappe e documenti turchi inerenti al massacro armeno del 1915 effettuato dagli ottomani. Paramenti sacri, ostensori, calici e altri oggetti sacri sono esposti nel museo. La tipografia di Vank è stata la prima in tutto l'Iran.

## Dipinti

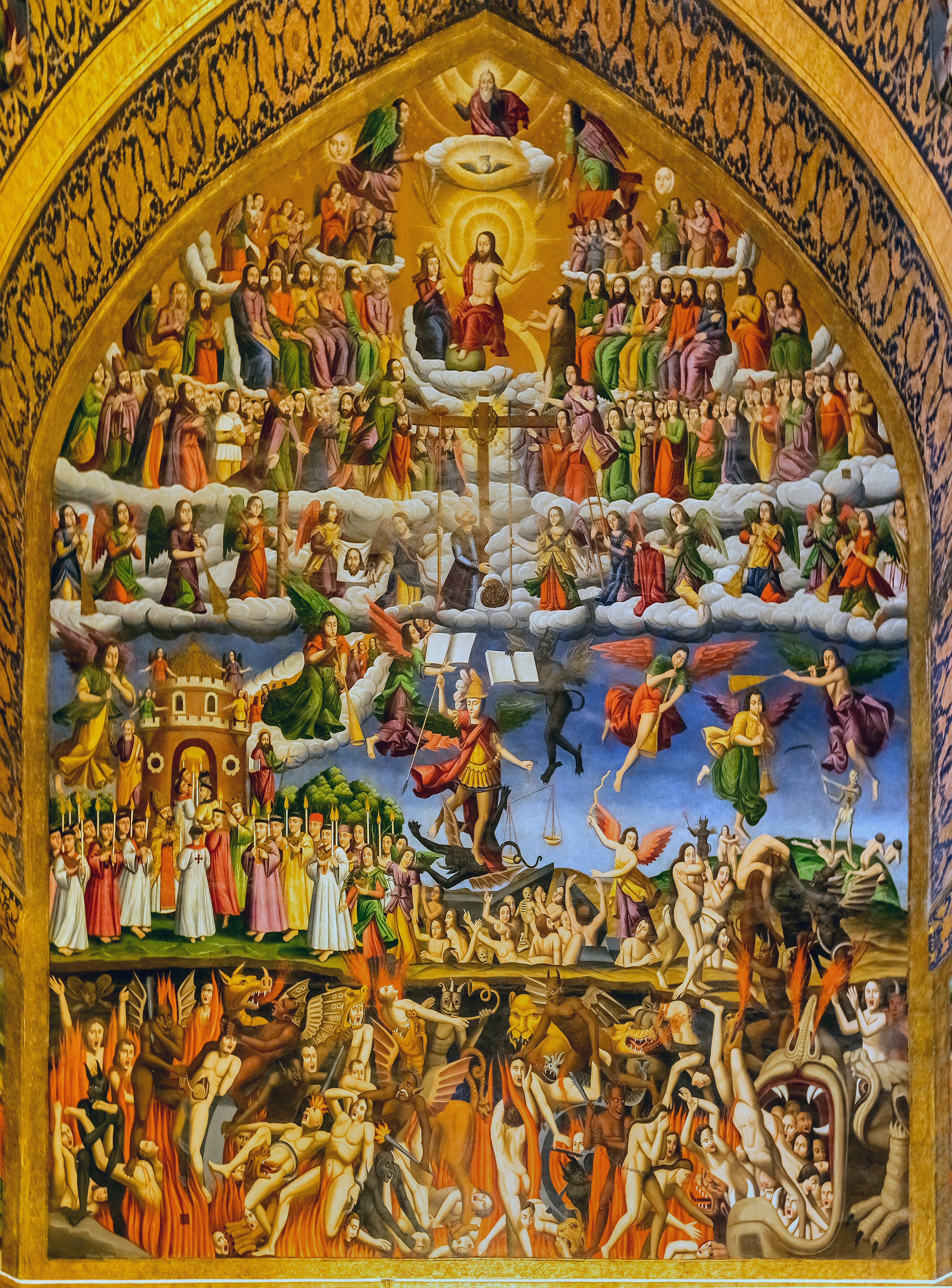
Il Giudizio universale

L'interno è rivestito con affreschi pregiati e intagli dorati e include una zoccolatura di ricche piastrelle lavorate. La cupola centrale verniciata delicatamente in blu e oro raffigura la storia biblica della creazione del mondo e l'espulsione dell'uomo dall'Eden. I pennacchi di tutta la chiesa sono dipinti con un motivo decisamente armeno con una testa di cherubino circondato da ali piegate. Il soffitto sopra l'ingresso è dipinto con motivi floreali delicati nello stile di miniatura persiana. Due sezioni, o bande, di dipinti murali corrono lungo le pareti interne: la sezione superiore raffigura gli eventi della vita di Gesù, mentre la sezione inferiore raffigura le torture inflitte ai martiri armeni da parte dell'Impero Ottomano.
Di seguito i principali temi degli affreschi:
- La creazione di Adamo ed Eva
- Il peccato originale
- La morte di Abele
- La nascita di Gesù
- L'Ultima Cena
- La Crocifissione
- L'Ascensione
- Il Giudizio universale (di chiara ispirazione stilistica michelangiolesca)

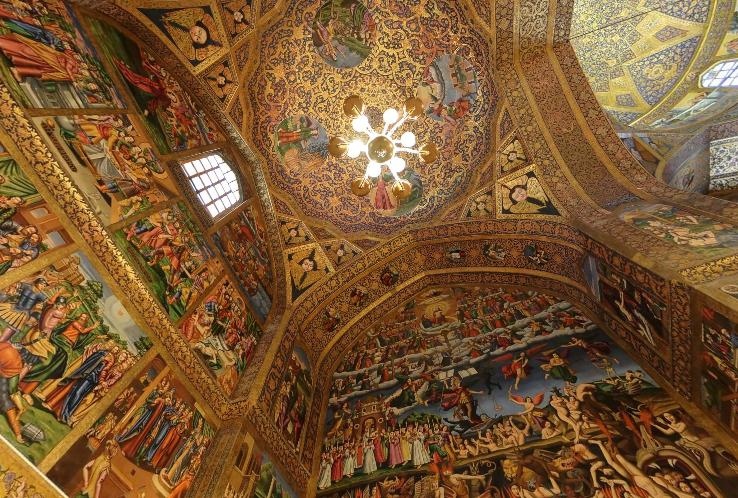
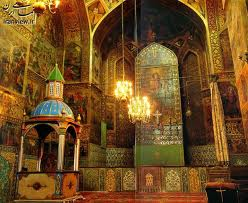
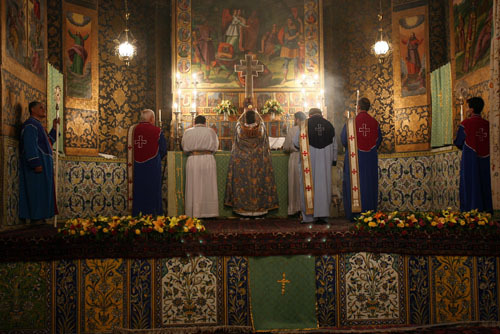
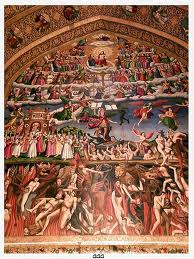
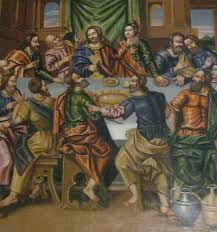
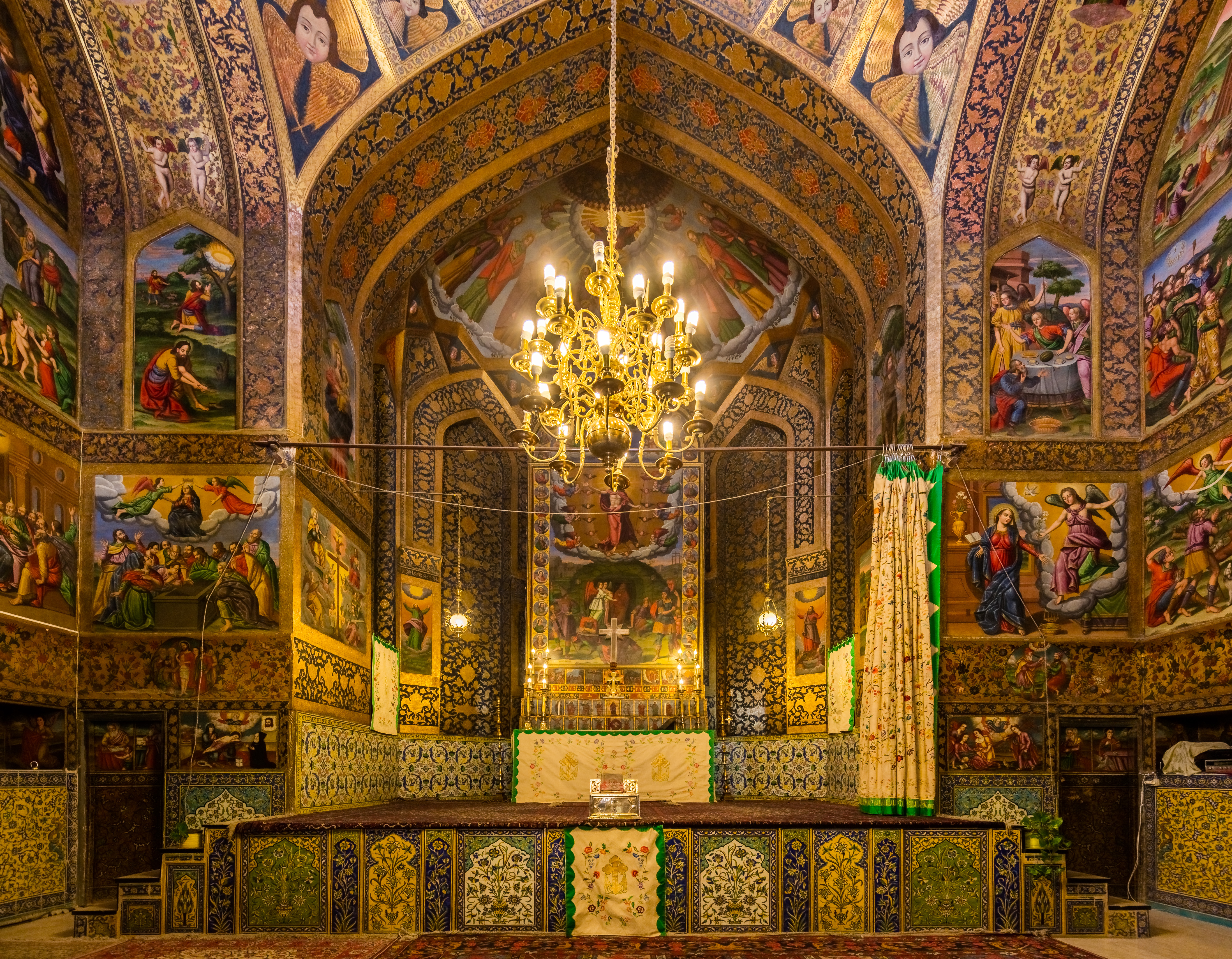